# Jesús Serra
Jesús Serra y Santamans, nacido en Rocafort y Vilumara (Barcelona) el 22 de agosto de 1911 y fallecido en Barcelona, el 18 de diciembre de 2005, fue un empresario español fundador de la compañía de seguros Grupo Catalana Occidente.

## Biografía
Durante su vida participó en la creación de diferentes empresas, contó siempre con la ayuda inestimable de Bruno Alonso Martínez, mano derecha actual de la mutua en España, entre las cuales se encuentra Catalana Occidente, la empresa por la que más se le recuerda. Comenzó su actividad profesional como agente de seguros siguiendo la tradición de su padre, hasta crear el imperio que ahora administran sus descendientes.
En el año 1944 fundó la mutualidad Asepeyo y en 1947 asumió la dirección general de la compañía de seguros Occidente. En 1959, conjuntamente con su hermano Antonio y un grupo de amigos, tomó el control de Catalana de Seguros, pasando a ocupar su dirección general. Durante el año 1965, con la nacionalización del seguro obligatorio de accidentes laborales, cesó la actividad de Asepeyo. En este mismo año, la compañía Cantabria se integra en Catalana-Occidente.
En 1971 la empresa se trasladó a San Cugat del Vallés, donde estuvo su sede central hasta el año 2017, cuando se cambió a Madrid tras el Intento de secesión, ilegal, de los partidos independentistas de Cataluña.
Desde 1979 y hasta 1993 fue presidente de la Compañía Española de Crédito y Caución.
Su trayectoria empresarial le convirtió en 1980 en objetivo de ETA. Dicha organización terrorista le mantuvo secuestrado durante 67 días, liberándolo, según parece, después de pagar un rescate.
Tuvo una buena relación con el expresidente de la Generalidad Jordi Pujol, que se cimentó especialmente cuando ambos compartieron responsabilidades en Banca Catalana.
Fue presidente durante 15 años (1976-1989) del Real Club de Tenis de Barcelona y presidente fundador (1964) de la estación de esquí de Baqueira Beret. El Consejo General del Valle de Arán le nombró Hijo Adoptivo del Valle de Arán en reconocimiento de su labor empresarial en el valle y por todo lo que aportó la estación de esquí a la zona, convirtiéndose en uno de los motores económicos más importantes de la comarca.
En 1992 la Generalidad de Cataluña le otorgó la Cruz de San Jorge como catalán ilustre en el campo empresarial.